# Karamanlidi

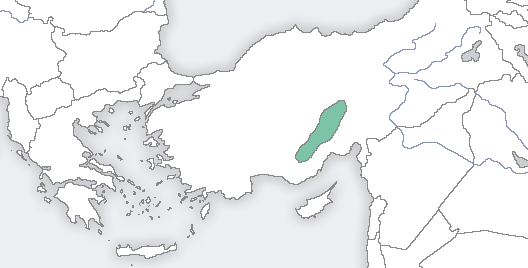
Původní domov Karamanů

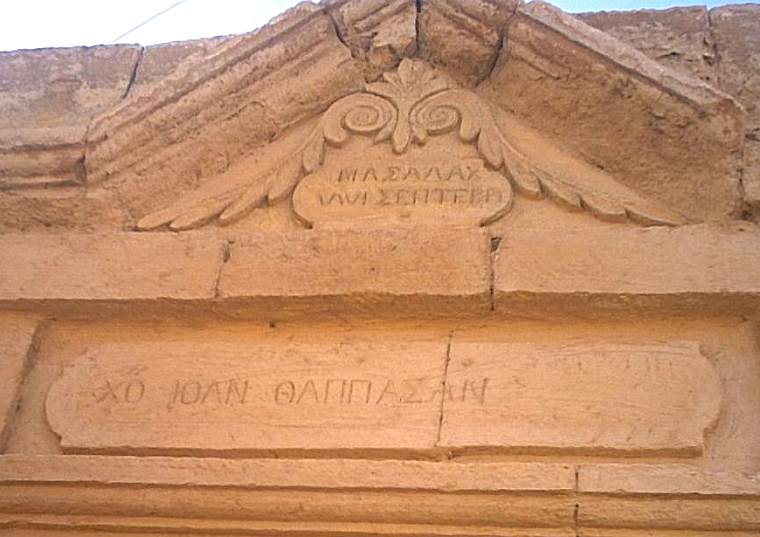
Karamanský nápis na domě v İncesu (Kayseri) (MAΣAΛAΧ = maşallah)

Karamanlidi (zastarale Karamani, řecky Καραμανλήδες,  Karamanlides, turecky Karamanlılar) jsou etničtí Řekové, původem z Anatolie, kteří do Řecka přišli v roce 1923 po řecko-turecké výměně obyvatelstva. Mluvili turecky, ale vyznávali řecké ortodoxní náboženství.

## Dějiny
Karamanlidi žili především v centrální a jižní Anatolii v kraji Kappadokie, Pisídie a Kilíkie v oblasti Karamanu. V jižní Pisídii žili Řekové již od mykénského období, konkrétně zde žil řecký kmen Achájů. V Kilíkií žili Řekové od řecké kolonizace a přibylo jejich ještě po výpravách Alexandra Velikého. Do Kappadokie přišli Řekové i během helénismu, po Alexandrových výpravách, kde se promíchali s původním obyvatelstvem a helenizovali ho. Už od 1. století se zde rozmohlo křesťanství. Od 11. století sem však začali pronikat Turci a většina Řeků ze střední Anatolie se islamizovala a tedy poturčila. Menšina křesťanských Řeků, tedy předkové Karamanlidů, začala mluvit turecky, ale uchovali si svou řeckou identitu a náboženství. Na zápis turečtiny však používali řeckou abecedu. Karamalidi, stejně tak i jiní maloasijští Řekové, tvořili především vzdělanou vrstvu obyvatelstva. Často to byli bohatí obchodníci, podnikatelé, lékaři, právníci, spisovatelé a filozofové. Ve 20. století byly jejich nejdůležitějšími městy Adana, Antalya, Alanya, Filadelfia, Isparta, Kayseri, Konya či Mersin. Sami sebe označovali jako turecky hovořící křesťany řeckého původu. V roce 1923 byli součástí řecko-turecké výměny obyvatelstva, bylo jich přibližně 100 000 a byli usazeni v Makedonii, Thrákii a v Attice.